# Crovie

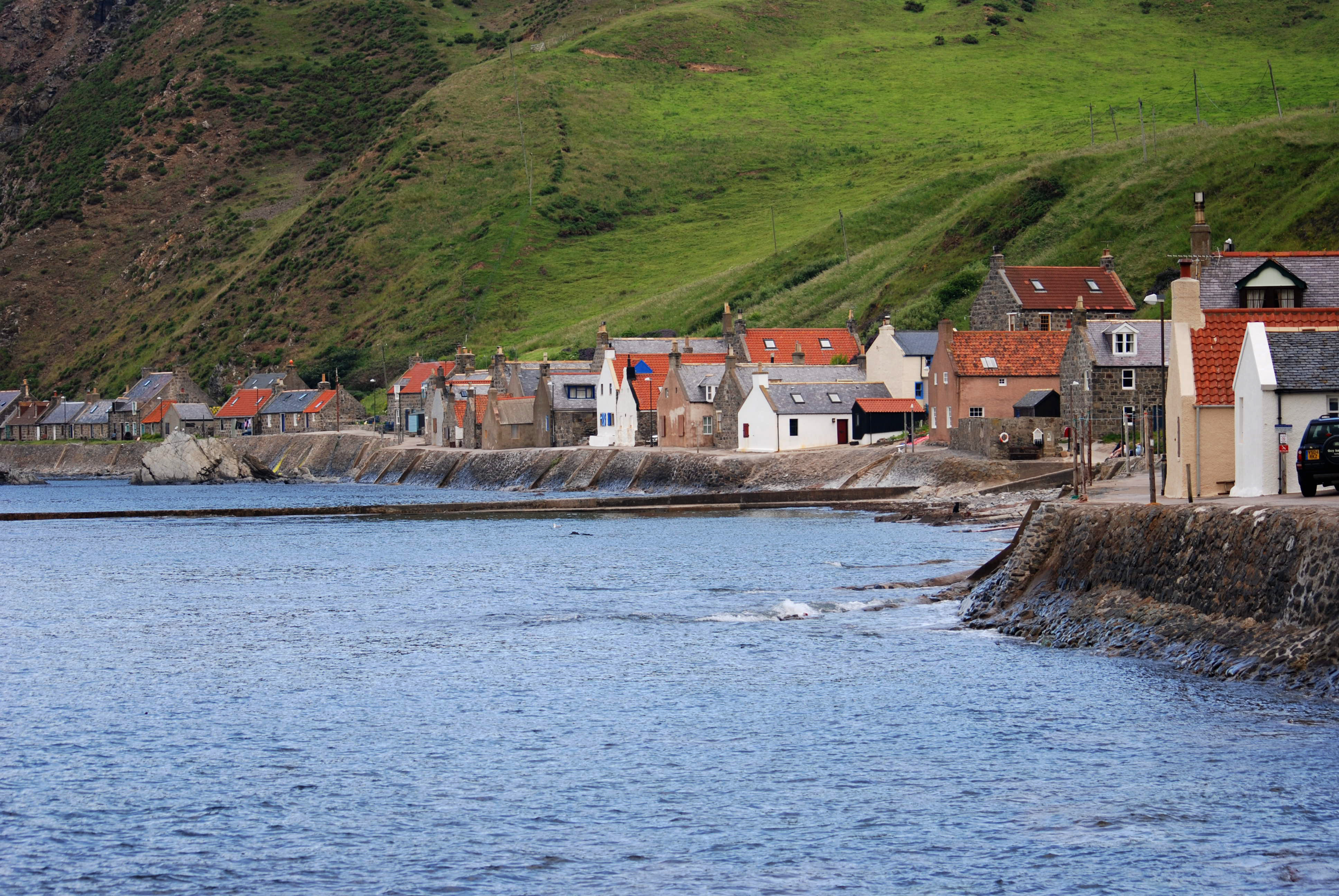
Edifici di Crovie

Crovie (pron.: /'krivi/) è un villaggio sul Mare del Nord della Scozia nord-orientale, facente parte dell'area amministrativa dell'Aberdeenshire (contea tradizionale: Banffshire) e situato di fronte alla baia di Gamrie. È considerato uno dei villaggi di pescatori meglio conservati in tutta Europa.

## Geografia fisica

### Collocazione
Crovie si trova a 40 miglia a nord di Aberdeen ed è situato tra le località di Gardenstown e Pennan (rispettivamente a nord della prima e ad ovest della seconda).

## Storia
La storia di Crovie risale al XIII secolo: si hanno infatti notizie dei primi insediamenti umani a partire dal 1297, anche se nei dintorni già nel 1004 fu eretta una chiesa dedicata a San Giovanni.
Il villaggio si sviluppò soltanto a partire dalla fine del XVIII secolo, quando furono costruiti una ventina di cottage.
Crovie iniziò a prosperare come villaggio di pescatori a partire dal XIX secolo, quando vi operavano più di 50 imbarcazioni.
Grazie alla pesca, la popolazione del villaggio crebbe dai 100 abitanti del 1791 ai 300 abitanti del 1900.
L'industria della pesca iniziò però a cadere in declino a partire dalla prima metà del XX secolo e in modo definitivo dopo la violenta inondazione del 31 gennaio 1953, durante la quale il villaggio rischiò di essere spazzato via e in seguito alla quale molti residenti si trasferirono a Gardenstown.
Il villaggio rischiò anche di essere demolito. Si salvò da questo rischio grazie alle proteste dei residenti, che formarono la Crovie Preservation Society.

## Luoghi d'interesse
Nei dintorni di Crovie si trova Troup Head, che ospita una riserva naturale ornitologica.